# Erioptera insignis
Erioptera insignis är en tvåvingeart som beskrevs av Edwards 1916. Erioptera insignis ingår i släktet Erioptera och familjen småharkrankar. Inga underarter finns listade i Catalogue of Life.